# Park w Młodojewie

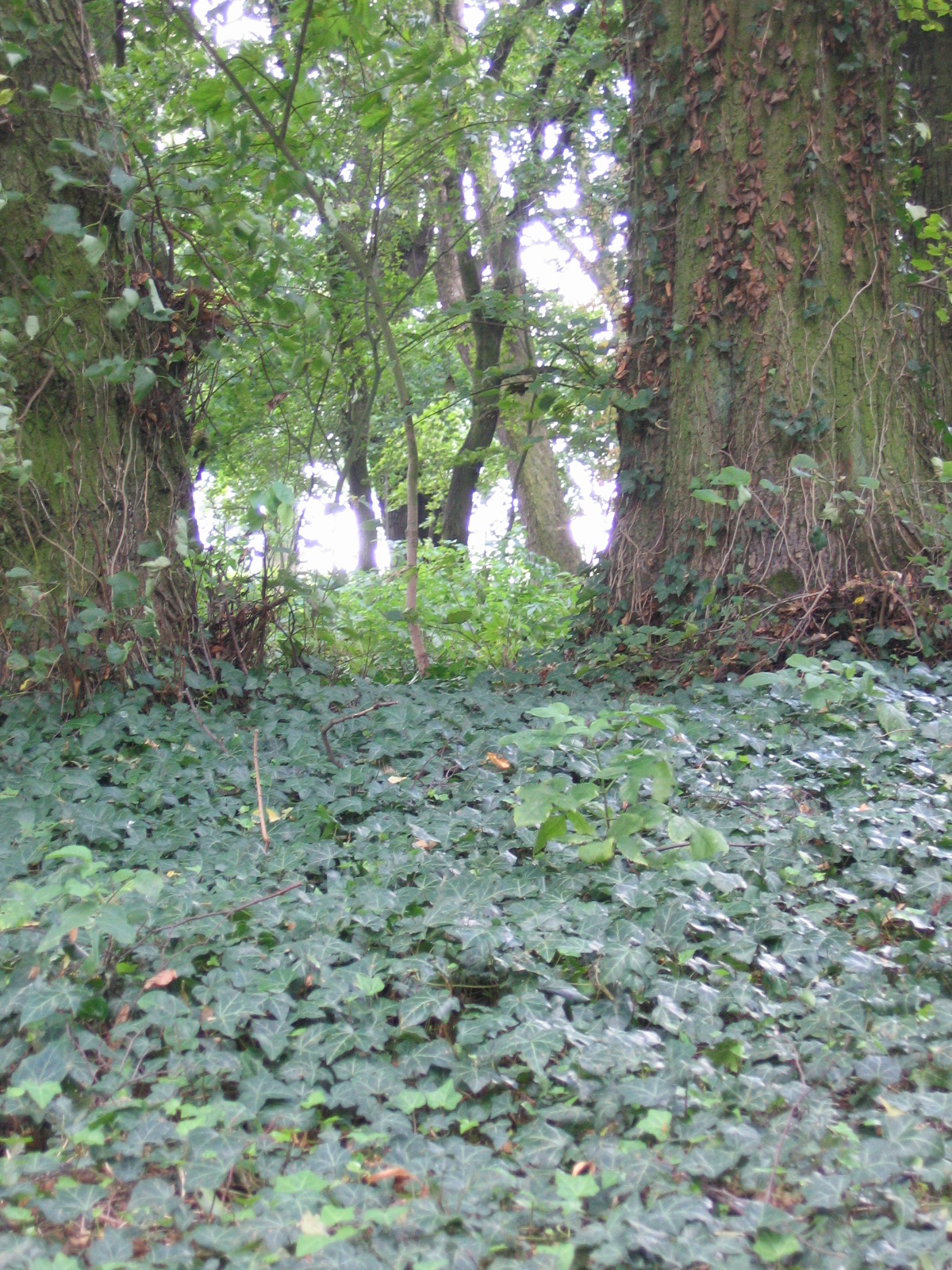
Bluszcz porastający dno parku

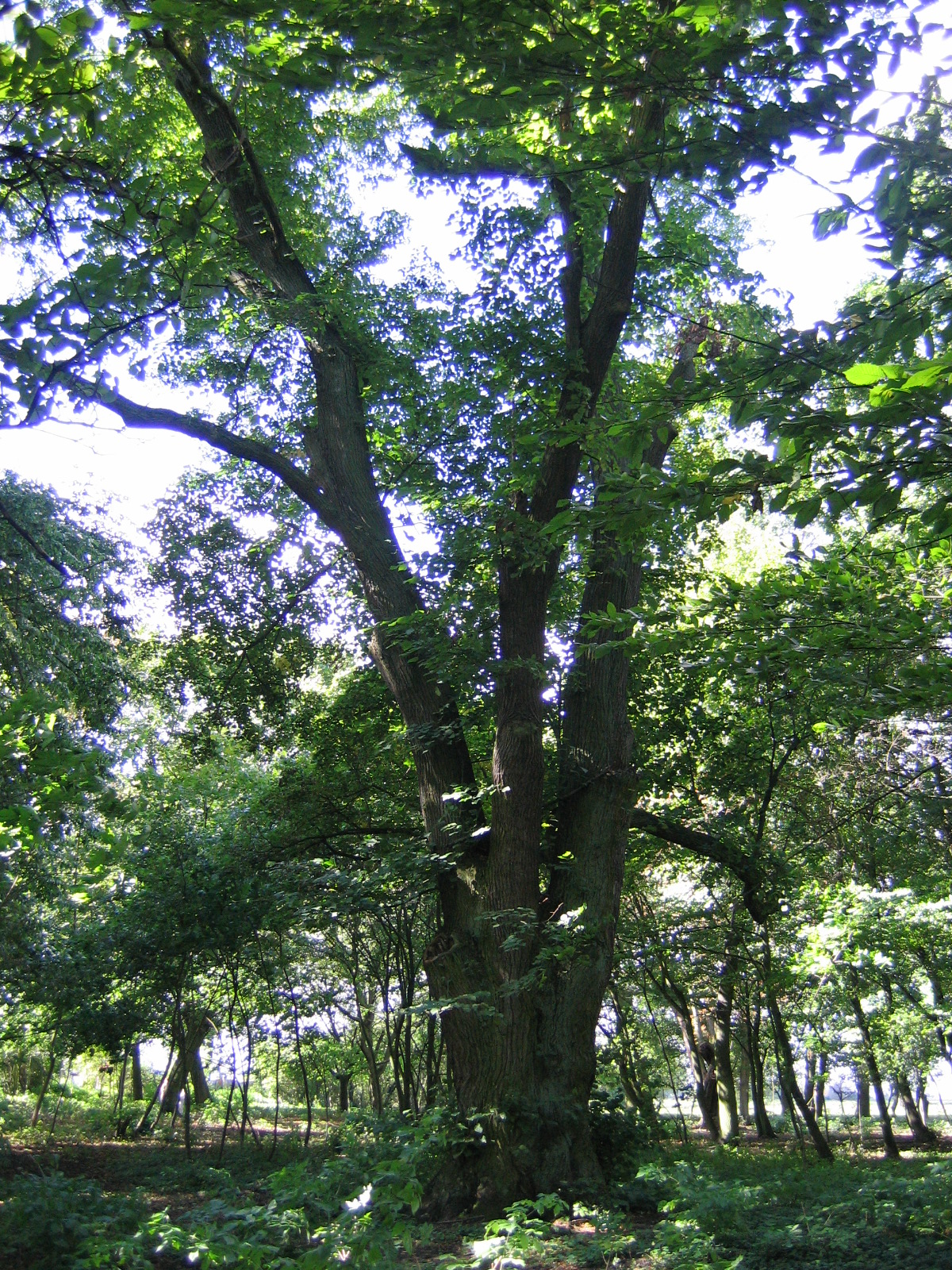
Lipa drobnolistna jeden z pomników przyrody w parku

Park położony jest we wsi Młodojewo-Parcele, w Gminie Słupca, w powiecie słupeckim, przy drodze gminnej między drogą wojewódzką nr 263 Słupca – Kleczew a wsią Młodojewo. Powierzchnia parku wynosi 1,7 ha. W niewielkiej odległości od parku płynie rzeka Meszna. Granicę północną parku stanowi droga dojazdowa do pól, a biegnący wzdłuż niej rów prowadzi wody do rzeki Meszny.

## Historia
Zgodnie z zapisem w księdze wieczystej z dnia 6 marca 1871 roku (poz. 670) właścicielami majątku byli rodzeństwo Elżbieta i Włodzimierz Gościńscy, którzy 20 czerwca 1873 r. przepisali go na Franciszka Zalewskiego, prawdopodobnego założyciela parku. Zapisem z dnia 24 marca 1904 r. majątek (park i pałac) przechodzi na spadkobierców, Zofię Wisiułtyńską, Irenę Piwnowską i Annę Zaborowską, które 18 sierpnia 1904 r. zbywają go Konstancji i Józefowi Kurantowskim (Księgi Wieczyste 1904). Kolejnym właścicielem majątku był Wojciech Kurantowski, który zarządzał nim od 28 czerwca 1923 r. do 1939 r. Następnie, 13 grudnia 1946 r. majątek przejęło państwo. W tym samym czasie majątek został rozparcelowany. Budynki gospodarcze i dworek zostały udostępnione do zagospodarowania parcelantom.
W 1950 r. na terenie należącym niegdyś do majątku powstała Rolnicza Spółdzielnia Produkcyjna, a po jej rozwiązaniu, w roku 1957, magazyny Spółdzielni Ogrodniczo Pszczelarskiej w Koninie.
W pierwotnych granicach powierzchnia parku wynosiła 7,30 ha (obecnie 1,7 ha).

## Przyroda parku
W parku znajduje się 13 gatunków drzew oraz 6 gatunków krzewów. Dno parku porasta bluszcz pospolity. Wartość parku podnosi obecność pomników przyrody. Decyzją Wojewody Konińskiego z dnia 2.11.1979 roku w Młodojewie za pomniki przyrody uznano: 
- pięć dębów szypułkowych o obwodzie w pierśnicy od 383 do 453 cm;
- lipę drobnolistną o obwodzie w pierśnicy 460 cm.

W parku rośnie 289 drzew, z tego 153 to egzemplarze o obwodzie od 100 do 200 cm, 35 drzew ma obwód– od 201 do 300 cm, 2 egzemplarze od 301 do 400 cm i 6 egzemplarzy - o obwodzie od 401 do 500 cm. 
Najliczniej reprezentowane gatunki drzew parku to dąb szypułkowy i klon polny. Poza nimi w parku rośnie grab zwyczajny, klon jawor, wiąz szypułkowy i kasztanowiec biały.
W parku znajdują schronienie liczne ptaki, płazy i owady.